# Françoise Seigner
Françoise Seigner (7 de abril de 1928 – 13 de octubre de 2008) fue una actriz teatral, cinematográfica y televisiva de nacionalidad francesa, miembro honorario de la Comédie-Française.

## Biografía
Nacida en París, Francia, era hija de los actores Louis Seigner (1903) y Marie Cazeaux, siendo hermana de un fotógrafo y tía de las también actrices Emmanuelle Seigner, Mathilde Seigner y Marie-Amélie Seigner.
A los veinte años de edad, a pesar de las reticencias de su padre y con el apoyo de su madre, inició la carrera interpretativa. Tras seguir el curso de Denis d'Inès, fue alumna del Conservatoire national supérieur d'art dramatique, estudiando en la clase de Jean Yonnel. En el concurso de 1953 obtuvo el segundo premio de comedia clásica con el papel de Camille (On ne badine pas avec l'amour, de Alfred de Musset) y el primer accésit de comedia moderna por encarnar a Catharina en La fierecilla domada, de William Shakespeare. 
Tras salir del Conservatorio, el 1 de septiembre de 1953, y gracias al apoyo de su padre, ingresó en la Comédie-Française, compañía en la cual desarrolló la mayor parte de su carrera artística. En febrero de 1956 dejó la Comédie-Française para actuar bajo la dirección de Jacques Fabbri, Roger Planchon y Georges Wilson, participando, entre otras obras, en Du vent dans les branches de sassafras, de René de Obaldia. 
Seigner se reintegró a la Comédie-Française como miembro pensionnaire el 6 de febrero de 1967, actuando, bajo la dirección de Michel Duchaussoy, en La Commère, de Pierre de Marivaux. Actriz clásica, fue nombrada la miembro número 446 el 10 de febrero de 1968, actuando en obras de Molière y Marivaux, y encarnando a Agripina en Británico (dirigida por Jean-Luc Boutté), Costanza en La Trilogie de la villégiature (de Carlo Goldoni), Madame Lidoine en Diálogos de Carmelitas (de Georges Bernanos), Hécube en No habrá guerra de Troya (de Jean Giraudoux, bajo dirección de Raymond Gérôme), o Madame Gervaise en Le Mystère de la charité de Jeanne d'Arc (de Charles Péguy), entre otras muchas representaciones.  Dirigida por Jacques Lassalle, ella actuó también en Le Silence (de Nathalie Sarraute),Un mari (de Italo Svevo), y Les Papiers d'Aspern (a partir de Henry James). 
Con voz estentórea y fuerte carácter, fue descrita como una actriz enérgica y generosa, heredera de certezas sobre el arte dramático que en ocasiones dificultaban su dirección. 
Seigner fue también directora teatral, llevando a escena Nicomedes, de Pierre Corneille, y Esther, de Jean Racine, para la Comédie-Française, y dirigiendo fuera de la misma, entre otras obras, Las mujeres sabias, Le Menteur y La Suite du Menteur (de Corneille, 1986), y Les Filles de la voix, de Jean-Jacques Varoujean (1990.) 
Poco habitual de la gran pantalla, actuó en las películas El pequeño salvaje, de François Truffaut, y en Le Jeune Marié, de Bernard Stora, además de formar parte del reparto de la producción televisiva Les Maîtres du pain, de Hervé Baslé.
Françoise Seigner se retiró el 5 de febrero de 1998, siendo nombrada al día siguiente miembro honorario de la Comédie-Française. Aun así, actuó en algunas ocasiones en el Théâtre du Vieux-Colombier, donde recibió un homenaje organizado por Muriel Mayette en la temporada 2007-2008. Enferma por un cáncer de páncreas, Seigner falleció en París el 13 de octubre de 2008, a los 80 años de edad. Fue enterrada en Saint-Chef.

## Teatro

### Comédie-Française
Actriz
- 1953 a 1956 :
  - Étienne, de Jacques Deval, escenografía de Louis Seigner
  - George Dandin, de Molière, escenografía de Georges Chamarat
  - Le Pavillon des enfants, de Jean Sarment, escenografía de Julien Bertheau
  - El misántropo, de Molière, escenografía de Pierre Dux
  - Tartufo, de Molière, escenografía de Fernand Ledoux
  - Jeanne d'Arc, de Charles Péguy, escenografía de Jean Marchat
  - Pelo de zanahoria, de Jules Renard
  - Le Menteur, de Pierre Corneille, escenografía de Denis d'Inès
  - L'Impromptu de Versailles, de Molière, escenografía de Pierre Dux
  - On ne badine pas avec l'amour, de Alfred de Musset, escenografía de Maurice Escande
  - La Gageure imprévue, de Michel-Jean Sedaine, escenografía de Jean Marchat
  - Madame Sans-Gêne, de Victorien Sardou y Émile Moreau, escenografía de Denis d'Inès
  - Crainquebille, de Anatole France, escenografía de Louis Seigner
  - Como gustéis, de Shakespeare, escenografía de Jacques Charon
  - Cyrano de Bergerac, de Edmond Rostand, escenografía de Pierre Dux
  - L'Homme de cendres, de André Obey, escenografía de Pierre Dux
  - Les Mal-aimés, de François Mauriac, escenografía de Jean-Louis Barrault
  - Las mujeres sabias, de Molière, escenografía de Jean Debucourt
  - L'Annonce faite à Marie, de Paul Claudel, escenografía de Julien Bertheau
- 1968 :
  - Le Joueur, de Jean-François Regnard, escenografía de Jean Piat
  - Feu la Mère de Madame, de Georges Feydeau, escenografía de Fernand Ledoux
  - Tartufo, de Molière, escenografía de Jacques Charon
  - El enfermo imaginario, de Molière, escenografía de Robert Manuel
  - El avaro, de Molière, escenografía de Jacques Mauclair
  -  Le commissaire est bon enfant, de Georges Courteline y Jules Lévy, escenografía de Jean-Paul Roussillon
- 1969 :
  - El avaro, de Molière, escenografía de Jean-Paul Roussillon
  - Port-Royal, de Henry de Montherlant, escenografía de Jean Meyer
- 1970 :
  - Il ne faut jurer de rien, de Alfred de Musset, escenografía de Michel Duchaussoy
  - Monsieur de Pourceaugnac, de Molière, escenografía de Jacques Charon
- 1971 :
  - Ruy Blas, de Victor Hugo, escenografía de Raymond Rouleau
  - El enfermo imaginario, de Molière, escenografía de Jean-Laurent Cochet
  - Le Général inconnu, de René de Obaldia, escenografía de Jacques Rosner
- 1972 :
  - La Commère, de Pierre de Marivaux, escenografía de Michel Duchaussoy
  - La Troupe du Roy, a partir de Molière, escenografía de Paul-Émile Deiber
  - El burgués gentilhombre, de Molière, escenografía de Jean-Louis Barrault
  - El médico a palos, de Molière, escenografía de Jean-Paul Roussillon
- 1973 :
  - El enfermo imaginario, de Molière, escenografía de Jean-Laurent Cochet
  - La Station Champbaudet, de Eugène Labiche y Marc-Michel, escenografía de Jean-Laurent Cochet
- 1974 :
  - Le Légataire universel, de Regnard, escenografía de Jean-Paul Roussillon
  - L'Impromptu de Marigny, de Jean Poiret, escenografía de Jacques Charon
  - El médico a palos, de Molière, escenografía de Jean-Paul Roussillon
- 1975 :
  - Cinna, de Pierre Corneille, escenografía de Simon Eine, Teatro del Odéon
  - A Moon for the Misbegotten, de Eugene O'Neill, escenografía de Jacques Rosner, Teatro del Odéon
  - La Poudre aux yeux, de Eugène Labiche y Édouard Martin, escenografía de Jacques Charon
- 1976 :
  - La Commère, de Marivaux, escenografía de Jean-Paul Roussillon
- 1977 :
  - El enfermo imaginario, de Molière, escenografía de Jean-Laurent Cochet
  - Doit-on le dire ?, de Eugène Labiche y Alfred Duru, escenografía de Jean-Laurent Cochet
- 1978 :
  - Las mujeres sabias, de Molière, escenografía de Jean-Paul Roussillon
  - La Villégiature, de Carlo Goldoni, escenografía de Giorgio Strehler
- 1980 :
  - Port-Royal, de Henry de Montherlant, escenografía de Jean Meyer
  - La Double Inconstance, de Marivaux, escenografía de Jean-Luc Boutté
- 1982 :
  - Intermezzo, de Jean Giraudoux, escenografía de Jacques Sereys
- 1983 :
  - El avaro, de Molière, escenografía de Jean-Paul Roussillon
  - Le Mystère de la charité de Jeanne d'Arc, de Charles Péguy, escenografía de Jean-Paul Lucet, Termas de Cluny
  - Félicité, de Jean Audureau, escenografía de Jean-Pierre Vincent
- 1986 :
  - El burgués gentilhombre, de Molière, escenografía de Jean-Luc Boutté
- 1987 :
  - Diálogos de Carmelitas, de Georges Bernanos, escenografía de Gildas Bourdet, Ópera de Lille, Teatro de la Porte Saint-Martin
  - La Poudre aux yeux, de Eugène Labiche y Édouard Martin, escenografía de Pierre Mondy
- 1988 :
  - No habrá guerra de Troya, de Jean Giraudoux, escenografía de Raymond Gérôme
  - Le Mystère de la charité de Jeanne d'Arc, de Charles Péguy, escenografía de Jean-Paul Lucet
- 1989 :
  - Británico, de Jean Racine, escenografía de Jean-Luc Boutté
- 1991 :
  - Un mari, de Italo Svevo, escenografía de Jacques Lassalle, Théâtre national de la Colline
- 1993 :
  - Le Silence, de Nathalie Sarraute, escenografía de Jacques Lassalle, Théâtre du Vieux-Colombier
- 2003 :
  - Les Papiers d'Aspern, a partir de Henry James, escenografía de Jacques Lassalle, Théâtre du Vieux-Colombier

Directora
- 1987 : Esther, de Jean Racine
- 1988 : Nicomedes, de Pierre Corneille

### Fuera de la Comédie-Française
Actriz
- 1960 : Attila, de Pierre Corneille, escenografía de Jean Serge, Festival de Barentin
- 1961 : La Jument du Roi, de Popesco De Malet, escenografía de Jacques Fabbri, Théâtre de la Renaissance
- 1962 : Las alegres comadres de Windsor, de William Shakespeare, escenografía de Guy Lauzin, Teatro del Ambigu-Comique
- 1962 : El enfermo imaginario, de Molière, escenografía de Jean Favre-Bertin, Teatro del Ambigu-Comique
- 1962 : Tartufo, de Molière, escenografía de Roger Planchon, Théâtre de la Cité de Villeurbanne
- 1962 : La Folie Rostanov, de Yves Gasc, escenografía de Maurice Guillaud, Théâtre Montansier
- 1964 : Maître Puntila et son valet Matti, de Bertolt Brecht, escenografía de Georges Wilson, Teatro Nacional Popular y Théâtre de Chaillot
- 1965 : Du vent dans les branches de sassafras, de René de Obaldia, escenografía de René Dupuy, Théâtre Gramont
- 1965 : El burgués gentilhombre, de Molière, escenografía de Jean Darnel, Castillo de Angers
- 1965 : Port-Royal, de Henry de Montherlant, escenografía de Jean Marchat, Festival d'Anjou
- 1967 : Tartufo, de Molière, escenografía de Roger Planchon, Festival de Aviñón
- 1964 : El misántropo, de Molière, Théâtre de la Madeleine
- 1976 : El misántropo, de Molière
- 1973 : Las mujeres sabias, de Molière, escenografía de Michel Debane, Festival de Amboise
- 1976 : Romeo y Julieta, de William Shakespeare, escenografía de Jean-Paul Lucet, Festival des jeux du théâtre de Sarlat y la Dordogne
- 1977 : Las mujeres sabias, de Molière
- 1980 : L’Escalade, de Victor Haïm, escenografía de Georges Werler
- 1979 : Tartufo, de Molière
- 1990 : Romeo y Julieta, de Shakespeare, Festival de Fourvière
- 1997 : Le Mystère de la charité de Jeanne d'Arc, de Charles Péguy, escenografía de Jean-Paul Lucet, Théâtre des Célestins
- 2000 : Le ciel est égoïste, de Pierre-Olivier Scotto y Martine Feldmann, escenografía de Pierre Aufrey, Théâtre du Palais-Royal y Théâtre Montansier
- 2002 : Les Papiers d'Aspern, de Jean Pavans a partir de Henry James, escenografía de Jacques Lassalle, Théâtre Vidy-Lausanne

Directora
- 1975 : Tartufo, de Molière,
- 1977 : Las mujeres sabias, de Molière, Festival de Sarlat
- 1986 : Las mujeres sabias, de Molière, Théâtre de Boulogne-Billancourt
- 1986 : Le Menteur y La Suite du Menteur, de Pierre Corneille, Théâtre des Célestins
- 1987 : Esther, de Jean Racine, Comédie-Française en el Teatro del Odéon y Teatro de la Porte Saint-Martin
- 1989 : Fedra, de Jean Racine, Théâtre Mouffetard
- La Métromanie, de Eugène Piron, Théâtre du Musée Grévin
- 1989 : Les Filles de la voix, de Jean-Jacques Varoujean, Théâtre des Célestins
- 1991 : El atolondrado o los contratiempos, de Molière, Théâtre Mouffetard
- 1996 : Le Menton du chat, de Véra Feyder, Théâtre Mouffetard
- 1996 : Le Mal de mère, de Pierre-Olivier Scotto, Théâtre de la Madeleine
- 1998 : Le Mal de mère, de Pierre-Olivier Scotto, Théâtre du Palais-Royal

## Filmografía

### Cine
- 1965 : Les Pieds dans le plâtre, de Jacques Fabbri
- 1970 : El pequeño salvaje, de François Truffaut
- 1982 : Les Misérables, de Robert Hossein
- 1983 : Le Jeune Marié, de Bernard Stora
- 2005 : Mon petit doigt m'a dit, de Pascal Thomas

### Televisión
- 1968 : Au théâtre ce soir : Le commissaire est bon enfant, de Georges Courteline, escenografía de Jean-Paul Roussillon, dirección de Pierre Sabbagh, Théâtre Marigny
- 1970 : Au théâtre ce soir : Las alegres comadres de Windsor, de William Shakespeare, escenografía de Jacques Fabbri, dirección de Pierre Sabbagh, Théâtre Marigny
- 1972 : Pot-Bouille
- 1973 : Monsieur Émilien est mort, de Jean Pignol
- 1975 : Marie-Antoinette, de Guy Lefranc
- 1993 : Les Maîtres du pain, de Hervé Baslé
- 1994 : Princesse Alexandra, de Denis Amar

## Autor
- Louis Seigner, une biographie affective, éditions du Rocher, 2007

## Galardones
- Caballero de la Legión de Honor
- Oficial de la Orden Nacional del Mérito
- Comendador de la Orden de las Artes y las Letras